# Sierra de Montemuro
La Sierra de Montemuro es la octava mayor elevación de Portugal continental, con 1382 metros de altitud. Se sitúa en los municipios de Arouca (distrito de Aveiro), Cinfães, Resende y Castro Daire y Lamego (distrito de Viseu) y entre las regiones del Douro Litoral y de la Beira Alta.
La altitud media es de 838 metros. Está comprendida entre el río Duero, el Norte y el río Paiva, al sur, limita con la ciudad de Lamego. El punto más alto de la sierra es el Talegre o Talefe, de 1.381 metros de altitud. Toda la sierra tiene bastante relieve y es escarpada prácticamente en toda su extensión. La sierra está poblada hasta cerca de los 1.100 metros de altitud, las aldeas se encuentran dispersas por toda la sierra, pero casi siempre cerca de cursos de agua, como el río Bestanza que la divide en dirección Sur-Norte.

## Fauna y flora
La sierra de Montemuro, forma parte de la 1.ª fase de la lista nacional de sitios de la red natura 2000. Está clasificada como BIÓTOPO CORINE, con el nombre de Serra do Montemuro / Bigorne. En la descripción que el Instituto de la Conservación de la Naturaleza y la Biodiversidad (ICNB) hace, se destaca la gran biodiversidad, resultado del buen estado de conservación de los diversos tipos de hábitat que allí se encuentran representados - algunos de ellos de considerable valor conservacionista, como las turberas activas (hábitat prioritario-) y más concretamente la vasta comunidad de vertebrados, de la que forman parte innumerables especies con estatuto de amenaza, como el lobo (Canis lupus). Según el Censo Nacional del Lobo 2002-2003, la sierra de Montemuro es uno de los últimos refugios de esta especie al sur del Duero. La escasez de presas naturales y domésticas, así como la presión ejercida por la construcción de Parques Eólicos (apertura de accesos y aumento de la perturbación humana), constituyen los principales factores de amenaza. Existen en la sierra diversas especies de aves, como por ejemplo: perdices (Alectoris rufa), chocha (Scolopax rusticola), ratonero común (Buteo buteo), paloma torcaz (Columba palumbus), mirlo negro (Turdus), estornino negro (Sturnus unicolor), ruiseñor común (Luscinia megarhynchos), pero además de estas aves existen muchas otras.
En toda la sierra son comunes los mamíferos, como los musarañas (Crocidura sp.), el topo (Talpa occidentalis), el conejo europeo (Oryctolagus cuniculus), la marta (Martes foina), la liebre (Lepus granatensis) y el zorro (Vulpes vulpes), jabalí (Sus scrofa), comadreja (Mustela nivalis), tejón (Meles meles). En las montañas hay también vive la víbora cornuda (Vipera latastei).
La flora de toda la sierra de Montemuro es bastante rica. En las laderas de la sierra, y en los valles predominan las plantaciones de pinos (Pinus pinaster), acompañado del carballo o (Quercus robur) y el castaño (Castanea sativa), aunque este último nunca aparece por encima de los 1.000 metros. En los márgenes de los arroyos predominan el aliso (Alnus glutinosa), el salgueiro (Salix spp.) y el fresno (Fraxinus angustifolia). Por encima de los 1000 metros, se encuentra una vegetación arbustiva, donde predominan el tojo (Ulex spp) y los brezos.
La genista (Pterospartum tridentatum), se encuentra por toda la sierra, pero es más frecuente en el lado Sur donde llega a ocupar grandes extensiones. Existe una especie poco común en esta región, que es el piorno bravo (Echinospartum lusitanicum), es una especie vulnerable, se encuentra desde los 1300 metros a los 1400 metros. Esta especie florece en el inicio del mes de junio. Las especies arbóreas varían según la formación geológica, como por ejemplo, el acebo (Ilex aquifolium), que es una especie rara y protegida, el aliso y el salgueiro.
Las principales amenazas para la fauna y para la flora son:
- Los incendios forestales constituyen uno de los factores de degradación de las zonas forestales causando daños graves en la vegetación.
- Las quemas, utilizadas de forma sistemática e incorrecta, llevan también a la destrucción de la cubierta vegetal espontánea, favoreciendo la erosión y la desaparición de biótopos característicos.
- La recolección de especies botánicas por coleccionistas (las más raras) y por laboratorios (las de carácter medicinal).
- El sobrepastoreio, practicado por el ganado caprino, compromete la regeneración de algunas especies de vegetación autóctona.
- La caza furtiva se ejerce por medios ilegales, siendo eliminadas especies cinegéticas y no cinegéticas.
- La utilización de áreas protegidas para recorridos todoterreno, daña la cubierta vegetal.
- La ausencia de fiscalización permite el uso de técnicas y medios ilegales de pesca, capturando individuos de tamaño inferior a la medida legal.
- La instalación de parques de energía eólica y la falta de aplicación de las medidas de   compensación que los promotores están obligados a aplicar en el ámbito del Estudio de Impacto Ambiental.

## Ríos
En la sierra de Montemuro nacen los ríos:
- Río Balsemão
- Río Cabrum
- Río Bestança
- Ribeiro de Cuervo